# Гюнтер III (Шварцбург-Кефернбург)
Гюнтер III фон Шварцбург-Кефернбург (на немски: Günther III von Schwarzburg-Käfernburg; * ок. 1150; † сл. 31 март 1223) е граф на Шварцбург (1203 – 1216) и на Кефернбург (1208). Той е основател на линията на графовете на Кефернбург.

## Произход и управление
Той е вторият син на граф Гюнтер II фон Шварцбург–Кефернбург († 1 януари 1197) и първата му съпруга Гертруд фон Ветин-Майсен († пр. 1180), дъщеря на маркграф Конрад I фон Майсен († 1157) и Луитгард от Равенщайн († 1146). Брат е на Хайнрих II фон Шварцбург († 1236), основател на линята на графовете и князете Шварцбург, и Албрехт I фон Кефернбург († 1232), архиепископ на Магдебург (1205 – 1232). Полубрат е на Лудолф II фон Халермунд († 1256) и Вилбранд фон Кефернбург († 1253), архиепископ на Магдебург.
Гюнтер III става през 1197 г. граф на Кефернбург, Илменау и Арнщат, след подялбата на наследството с брат му Хайнрих II.
През германската война за короната Гюнтер III е на страната на Хоенщауфените. През 1204 г. участва в битката при Вайсензе против Тюрингия. През 1212 г. той отива при император Фридрих II, който му потвърждава всичките имперски лайен. През войната за трона 1214/1215 г. попада в плен в Кьолн.

## Фамилия
Гюнтер III се жени за принцеса Дитбург фон Анхалт († 1228), дъщеря на граф Зигмунд фон Анхалт (не от род Аскани) и Амалия фон Хенеберг; или дъщеря на княз Албрехт VI фон Анхалт-Кьотен († 1423) и Елизабет фон Кверфурт († 1452). Те имат децата:
- Гюнтер IV († 1268/1269), граф на Кефернбург, женен 1254 г. за графиня Мехтилд (Матилда) фон Байхлинген († сл. 1259), дъщеря на граф Фридрих II (III) фон Байхлинген († 1218) и Елизабет фон Хенеберг († сл. 1210)
- Албрехт I (* ок. 1255; † сл. 27 юли 1255), граф на Кефернбург-Вие и Рабенсвалд
- Ирмгард († сл. 1198), монахиня в манастирa „Паулинцел“ (1198)
- Мария († сл. 1198), монахиня в манастир „Паулинцел“ (1198)
- дъщеря, омъжена за Райнхард фон Кранихфелд (* пр. 1275; † сл. 1289), син на Фолрад фон Кранихфелд († сл. 1304)